# Davide Villella
Davide Villella (Magenta, 27 de junio de 1991) es un ciclista italiano.
En 2014 ganó la clasificación de la montaña de la Vuelta al País Vasco.

## Palmarés
2013 (como amateur)
- Giro della Valle d'Aosta, más 2 etapas
- Piccolo Giro de Lombardía

2016
- Japan Cup[1]

2017
- Clasificación de la montaña de la Vuelta a España

2018
- Tour de Almaty, más 1 etapa

## Resultados en Grandes Vueltas
| Carrera | Carrera         | 2013 | 2014 | 2015 | 2016 | 2017 | 2018 | 2019 | 2020 | 2021 | 2022 |
| ------- | --------------- | ---- | ---- | ---- | ---- | ---- | ---- | ---- | ---- | ---- | ---- |
|         | Giro de Italia  | —    | Ab.  | 78.º | —    | 72.º | 70.º | 60.º | 40.º | 55.º | 63.º |
|         | Tour de Francia | —    | —    | —    | —    | —    | —    | —    | —    | —    | —    |
|         | Vuelta a España | —    | —    | 94.º | 56.º | 97.º | 48.º | —    | —    | —    | 53.º |

—: no participa

Ab.: abandono

## Equipos
- Cannondale (2013-2014)[2]
  - Cannondale Pro Cycling (2013)
  - Cannondale (2014)
- Cannondale (2015-2017)
  - Team Cannondale-Garmin (2015)
  - Cannondale Pro Cycling Team (2016)[3]
  - Cannondale-Drapac Pro Cycling Team (2016-2017)
- Astana Pro Team (2018-2019)
- Movistar Team[4] (2020-2021)
- Cofidis (2022)